# Lomatium californicum
Lomatium californicum är en flockblommig växtart som först beskrevs av Thomas Nuttall, John Torrey och Asa Gray, och fick sitt nu gällande namn av Mildred Esther Mathias och Lincoln Constance. Lomatium californicum ingår i släktet Lomatium och familjen flockblommiga växter. Inga underarter finns listade i Catalogue of Life.